# Historia de los judíos en Uruguay
La historia de los judíos en Uruguay se remonta a la época colonial, sin embargo, la afluencia más importante tuvo lugar a partir de finales del siglo XIX y la primera mitad del siglo XX. Actualmente, la comunidad judeo-uruguaya es la cuarta más numerosa de América del Sur, y está compuesta principalmente por asquenazíes. 
La mayoría de la inmigración judía a Uruguay tuvo lugar en las décadas de 1920 y 1930 debido al antisemitismo y a las guerras mundiales. El pico de población judía en Uruguay se dio en la década de 1960, cuando la comunidad estaba formada por aproximadamente 50 000 personas. En años posteriores, diferentes fenómenos conllevaron a que judíos uruguayos realizaran la aliá. De acuerdo a estimaciones, entre 16.600 y 22.000 judíos residen en Uruguay.

## Historia

### Época colonial

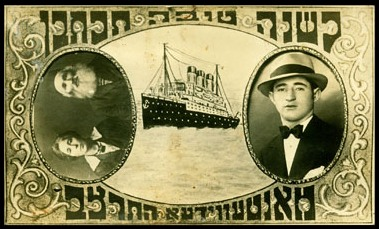
Tarjeta de salutación para Rosh Hashaná (Año Nuevo Judío), Montevideo, 1932. Inscripción en caracteres hebreos: LeShaná Tová Tikatevu («Para un buen año sean [ustedes] inscriptos»); Montevideo (en yidis) y el año (expresado en caracteres hebreos).

La llegada de los judíos a la Banda Oriental se remonta al siglo XVI, cuando los conversos huían de la Inquisición española, que no era una fuerza significativa en el territorio. Cuando la Inquisición fue abolida en 1813, se allanó el camino para que los judíos fueran más aceptados en Uruguay a lo largo del siglo XIX.

### Primera ola de inmigrantes (sigloXIX-1933)
La inmigración judía más significativa comenzó a finales del siglo XIX, cuando judíos de los vecinos Brasil y Argentina emigraron a Uruguay. La mayoría de ellos eran sefardíes, seguidos por asquenazíes y mizrajies italkim. La mayor población judía estaba en Montevideo, que tenía 150 judíos en 1909; el barrio montevideano de Villa Muñoz recibió entre finales del siglo XIX y la primera mitad de siglo XX una gran cantidad de asquenazíes, lo que lo llevó a ser conocido como «Barrio de los Judíos», sirviendo como núcleo de la comunidad judía uruguaya.Un gran porcentaje de inmigrantes judíos durante este período eran judíos alemanes y judíos italianos.
Además de la inmigración asquenazí, a inicios de siglo Uruguay recibió un considerable número de sefardíes, provenientes principalmente del Imperio otomano. Estos inmigrantes eran en su mayoría de clase baja, por lo que a su llegada a Montevideo se establecían en conventillos de los barrios Ciudad Vieja, Palermo o Barrio Sur. El primer minyan registrado en Uruguay ocurrió en 1912, y la primera sinagoga fue abierta en 1917 en Montevideo. En 1915, en el marco de la colonización agraria implementada en el período batllista, se fundó en el Departamento de Paysandú, la Colonia 19 de Abril. Se trataba de un establecimiento agrícola surgido con la radicación en la zona de colonos judíos oriundos principalmente de Bielorrusia y Besarabia.
Los judíos uruguayos inicialmente se ganaron la vida en el pequeño comercio minorista y la venta ambulante, y algunos se convirtieron en artesanos. Con el tiempo, ascendieron en la escala económica, y muchos se convirtieron en propietarios de grandes tiendas o medianas empresas. En las primeras décadas del siglo XX se producen los primeros incidentes antisemitas de gravedad, a consecuencia del primer pogromo sudamericano ocurrido en Argentina durante el régimen autoritario de Hipólito Yrigoyen contra extranjeros barrios judíos en Buenos Aires, en el marco una represión contra el movimiento obrero argentino, que incluyó el apoyo del gobierno yrigoyenista a grupos parapoliciales, la orden de represión por medio del Ejército y la tortura. Estas acciones dejaron un saldo de cientos muertos y heridos y supusieron los primeros pogromos fuera de Europa contra la comunidad judía. Dada la cercanía entre ambas naciones, el jefe de la policía uruguaya, Virgilio Sampognaro, adoptó tesis antisemitas, denunció un ‘plan revolucionario’ y adoptó medidas antisemitas procediendo la policía a allanar el Centro Cultural Israelita ‘Aurora’ y a deportar a sus integrantes judíos.

### Organización comunitaria
En su diáspora, los judíos se han desplazado siempre en comunidad y, debido a esto, llevaban consigo sus instituciones básicas: las religiosas, las jurídicas y las educativas. Así, el sistema del Kehilot,  que surgió como organización interna de la colectividad judía uruguaya, es una copia casi exacta de la "Kehilá". Debido al predominio cuantitativo de los asquenazíes sobre los sefardíes u otros grupos minoritarios, se impuso el modelo de la Kehilá polaca del siglo XVI sobre otras formas de agrupamiento.
En septiembre de 1909, se funda en Uruguay la primera institución judía, la Ezra, cuya finalidad principal era la de ayudar a adaptarse a los recién llegados al país. La Ezra fue la primera institución judía laica del Uruguay. Sus estatutos, publicados en 1912, apuntaban a ayudar moral y materialmente a los miembros; elevar el nivel cultural de los asociados por medio de conferencias y lecturas adecuadas; crear una biblioteca y una escuela nocturna para adultos; auxiliar a los correligionarios recién llegados al país... Un año más tarde se funda la "Bet Hakneset Harishona", primera Kheilá Ashkenazi.
Dos años más tarde se funda la primera institución sionista del Uruguay, la Doshei Sión. Fue entonces, en 1916, cuando se creó la Jevrá Kadusha Ashkenazi —predecesora de la Comunidad Israelita del Uruguay—, que junto a la Hesell Shel Emet sefardí, crearon, en 1917, el Cementerio Israelita de La Paz. A lo largo de estos años irán surgiendo también otras instituciones de ayuda, sinagogas y escuelas complementarias.
Tras el fin de la Primera Guerra Mundial, llegaron judíos Ashkenazíes, y desde Rusia, Letonia, Lituania, Polonia, Estonia, Rumania y Checoslovaquia, son los países que aportaron al Uruguay el mayor número. El antisemitismo, la miseria, y el servicio militar prolongado fueron, entre otros, los principales motivos de esta inmigración.
Es interesante una observación que hace Teresa Porzecanski  al respecto: “La predominancia cuantitativa de los Ashkenazíes contribuyó a imprimir muchos de sus rasgos distintivos a toda la comunidad judía uruguaya, entre ellos, el sistema de Kehilot, o sea, el modelo de la Kehilá de Europa oriental del Siglo XIX, bajo la que se agruparon, por su parte, ashkenazíes, sefaradíes, judíos provenientes de Alemania y de Hungría, llegados en los dos primeros estadios migratorios.
De toda Europa, Medio Oriente y el Norte de África, llegaron los judíos. Comenzaron llegando desde la cuenca del Mediterráneo Oriental. Se sabe de judíos llegados por lo menos desde: Siria, Líbano, Turquía, Marruecos, Egipto, Grecia, Persia, Argelia, Túnez, Yemen, Chipre, Malta, Rodas y más. De esta corriente, nació en 1932 la Comunidad Israelita Sefaradí del Uruguay.

### Segunda ola de inmigrantes (1933-1941)

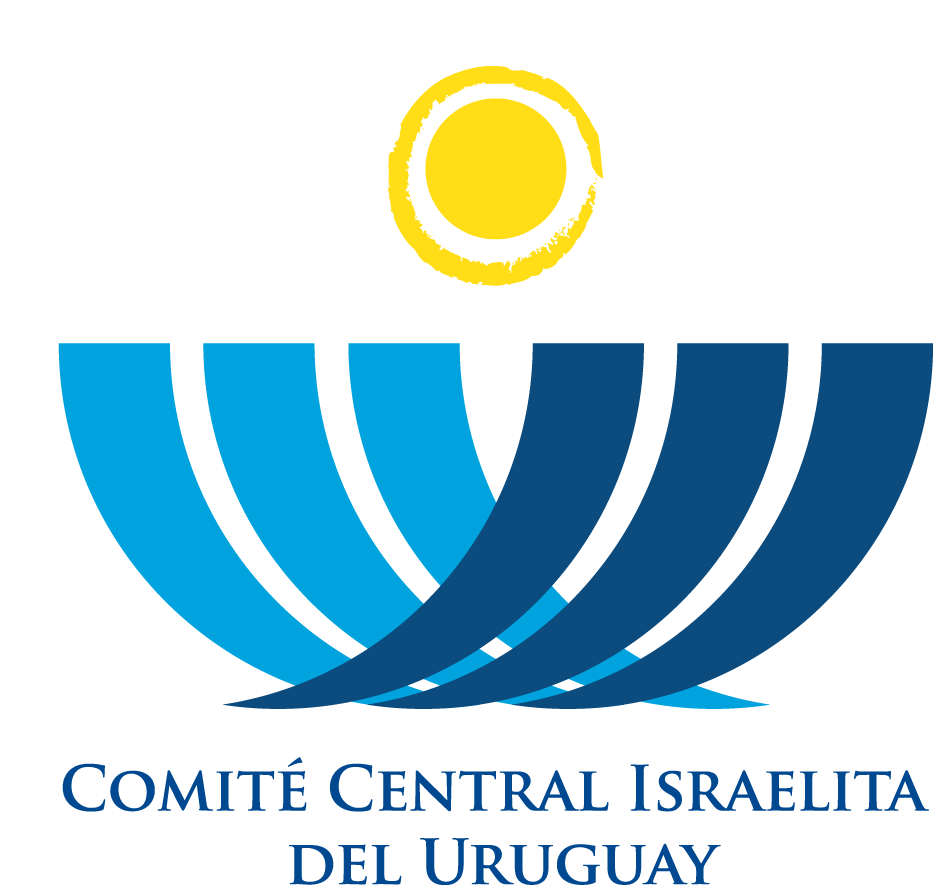
Comité Central Israelita del Uruguay

Tras el ascenso de Adolf Hitler al poder en 1933, se inicia una feroz persecución contra las distintas comunidades judías instaladas especialmente en Alemania, así como también en los países y territorios anexionados: Austria y Checoslovaquia. Tras estos acontecimientos, muchos judíos de toda Europa tomaron la decisión de marcharse, buscando nuevos destinos, entre ellos Uruguay. Se calcula que entre 1933 y 1941 cerca de diez mil judíos arribaron al país. Asimismo, la colectividad judeo-uruguaya ―hasta entonces estaba agrupada en comunidades en función de su procedencia― se asoció para crear una organización que agrupara y representara políticamente a toda la colectividad, y en 1940 se fundó el Comité Central Israelita del Uruguay.
Los judíos que llegaron a Uruguay durante la Segunda Guerra Mundial, principalmente los provenientes de Alemania, eran en su mayoría de clase media y se desempeñaban como empleados de banca, obreros especializados, industriales, comerciantes, ganaderos, investigadores, médicos, dentistas o abogados. Todos ellos presentaban un alto grado de asimilación de la cultura y costumbres de sus países de nacimiento. Gracias a ello, en Uruguay aumentaron su representación en el mundo profesional, y su avance económico fue ayudado por la creación de préstamos judíos y fondos de asistencia, que se convirtieron en bancos judíos.
La única víctima uruguaya del Holocausto fue Ana Bálog, una niña nacida en Montevideo e hija de judíos húngaros. Para el fin la guerra en 1945, las leyes uruguayas no permitían el ingreso al país de personas que no pudieran demostrar la solvencia necesaria como para mantenerse por sus medios. Sin embargo, el 25 de enero de 1946, el Ministerio de Relaciones Exteriores emitió una orden mediante la cual se dispuso que personas que tuvieran familiares ya residentes en Uruguay quedarían eximidos de ese requerimento; de esta forma, ese año llegaron al país 1.578 judíos sobrevivientes del Holocausto, provenientes principalmente de Polonia, Alemania y Hungría.

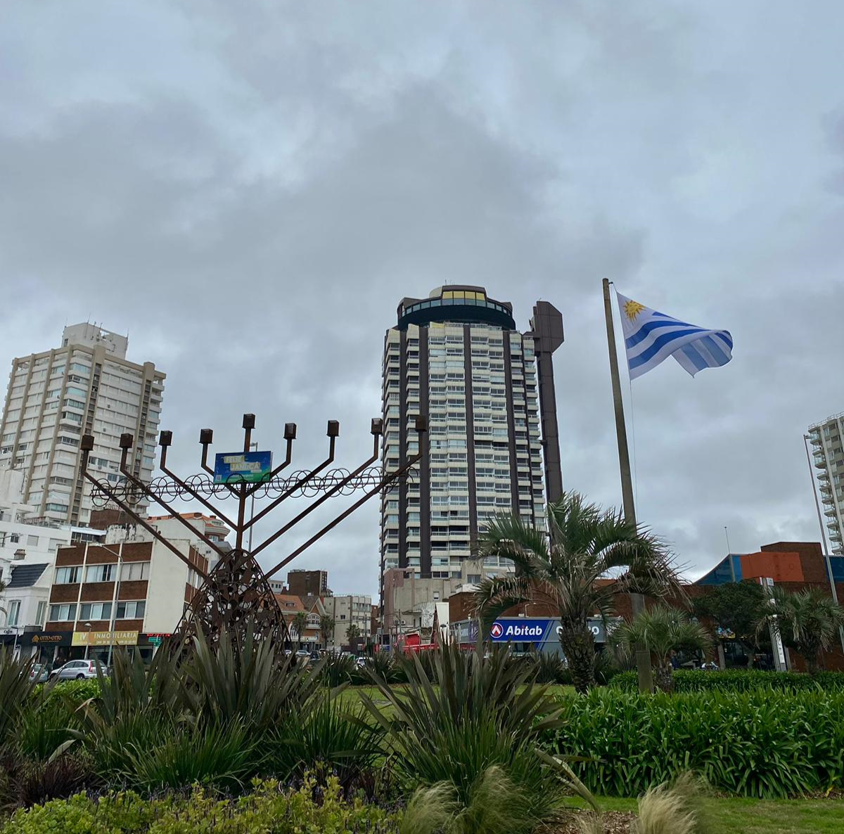
Menorá pública en Punta del Este.

Durante las décadas de 1940 y 1950, miles de judíos escaparían hacia el continente americano. Sin embargo, en esta etapa los judíos serían acusados de infiltración comunista y varios periódicos de la comunidad y sus instituciones fueron cerradas por el gobierno. En 1948, Uruguay apoyó la creación del Estado de Israel y fue uno de los primeros países en reconocerlo. Durante la posterior guerra árabe-israelí de 1948, que implicó el éxodo masivo de judíos de países árabes y musulmanes, más de 18.000 judíos emigraron a Uruguay, cifra que también incluye a una gran cantidad de judíos rusos y judíos húngaros.
En 1952, el American Jewish Yearbook estimó en 40 000 la cantidad de judíos en Uruguay, aunque el pico de población se alcanzó en la década de 1960, con aproximadamente 50 000. No obstante, a partir de la década de 1970, la comunidad judeo-uruguaya comenzó experimentó un declive como resultado de la aliá. A mediados de la década de 1990, no había judíos en los niveles superiores o militares, y era poca la representación de la colectividad en la Asamblea General. Entre 1999 y 2002, debido a la crisis económica que atravesaba el país, se produjo más emigración de judíos uruguayos, principalmente a Israel.

Mapa que muestra la presencia judía por país, albergando los países de azul más oscuro las comunidades más numerosas.

Para 2019, se estimaba que la comunidad judía en Uruguay estaba compuesta por entre 16.600 y 22.000 individuos. De acuerdo a investigaciones, más del 75% de los integrantes de la misma se identifica como laicos. La gran mayoría de los judíos uruguayos reside en Montevideo o en su área metropolitana, mientras que el resto se distribuye a lo largo del país.  Asimismo, existe una prominente comunidad organizada en el Departamento de Maldonado.

## Movimientos Juveniles

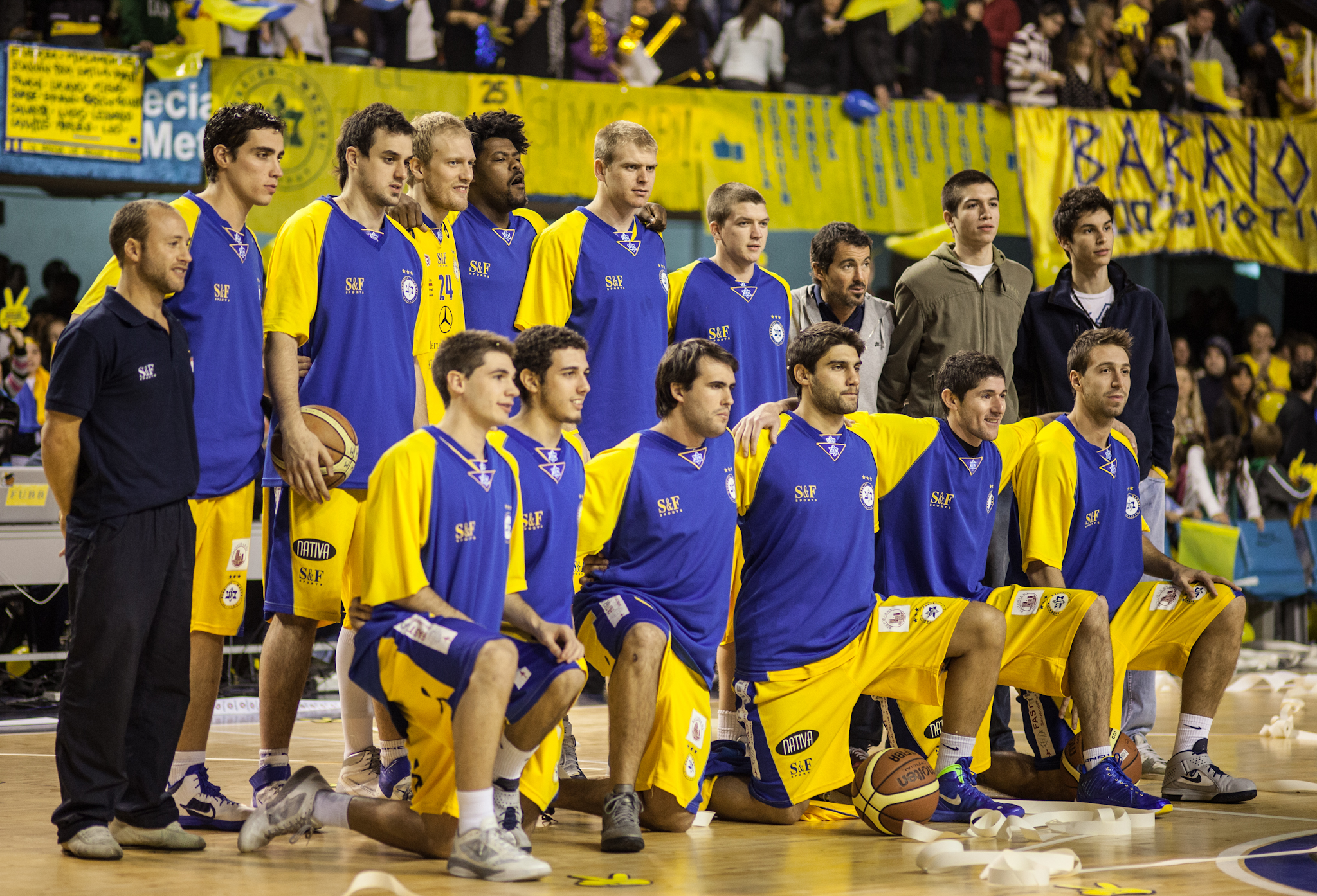
Hebraica y Macabi en 2011

En Uruguay operan un total de siete distintas organizaciones sionistas juveniles, conocidas como tnuot (tnua en singular). Estas organizaciones tienen el objetivo de educar a la juventud judía sobre judaísmo e Israel. El objetivo máximo de estas es la aliá. Las distintas tnuot varían en ideología, algunas son de izquierda, otras de derecha y otras de centro, pero todas comparten al sionismo como punto en común. Algunas tnuot están ligadas a partidos políticos israelíes como el Likud o Ha‘avoda. Las tnout son un fenómeno mundial, no solo del Uruguay, surgieron en Europa a principios del siglo pasado con el objetivo de preparar a los jóvenes para que hagan aliá y para crear el estado judío.
| Logo | Tnua             | Ideología                     | Posición  | Ref    | Información |
| ---- | ---------------- | ----------------------------- | --------- | ------ | --- |
|      | BBYO             |                               |           | [ 39 ] | Tiene un funcionamiento distinto ya que trabaja únicamente con adolescentes por lo que no suele ser considerada como tnua. |
|      | Betar            | Sionismo Revisionista         | Derecha   | [ 40 ] | Fundada en 1923 por Zeev Jabotinsky, esta en Uruguay desde 1933. Vinculado con el Likud.                                   |
|      | Bnei Akiva       | Sionismo Religioso            |           |        | Fundada en 1929. |
|      | Habonim Dror     | Sionismo Socialista           | Izquierda |        | Fundada en 1982. Es la tnua socialista más grande de Uruguay.                                                              |
|      | Hanoar Hatzioni  | Sionismo, Pionerismo          | Centro    | [ 41 ] | Fundada en Polonia en 1926. Sus principales valor principal es el pionerismo. Es considerada de Centro.                    |
|      | Hashomer Hatzair | Sionismo Socialista,Humanismo | Izquierda |        | Fundada en 1913, es de las tnuot más antiguas del mundo. Tiene muchas similitudes con los Scouts.                          |
|      | Jazit Hanoar     | Sionismo                      | Centro    | [ 42 ] | Una de las tnuot más grandes en Uruguay.                                                                                   |
|      | Macabi Tzair     | Sionismo                      | Centro    |        | La tnua más grande de Uruguay. (No confundirse con Hebraica Macabi)                                                        |

## Personalidades destacadas
Pasado
- Zoma Baitler (1908-1994), artista y diplomático[43]
- Monsieur Chouchani (1895?-1968), enigmático docente
- Chil Rajchman (1914-2004), emprendedor, sobreviviente del Holocausto
- José Gurvich (1927-1974), pintor
- Paul Armony (1932-2008), genealogista
- Carlos Sherman (1934-2005), escritor
- Haim David Zukerwar (1956-2009), rabino
- Ronald Melzer (1956-2013), contador público y crítico de cine
- Andrés Abt (1973-2021), polítivo y alcalde
- Alberto Sonsol (1957-2021), periodista deportivo

Presente
- Isaac Alfie, economista, Ministro de Economía y Finanzas (2003-2005)
- Gisele Ben-Dor, directora de orquesta
- Álvaro Brechner, director de cine, escritor y productor, Premio Goya 2019.
- Luis Camnitzer, artista, crítico de arte y escritor
- Alberto Couriel, contador público y político.
- Jorge Drexler, cantante, compositor, Óscar a la mejor canción original 2004.
- Ricardo Ehrlich, ingeniero, Intendente de Montevideo (2005-2010)
- Marcel Felder, tenista, medalla de oro en los Juegos Macabeos 2013
- Hugo Fernández Faingold, académico y político, Vicepresidente de Uruguay (1998-2000)
- Sergio Gorzy, periodista deportivo
- Daniel Hendler, actor
- Ida Holz, ingeniera e investigadora
- Roni Kaplan, oficial militar y portavoz
- Alberto Kesman, locutor y periodista deportivo
- Martín Kesman, periodista deportivo
- Roberto Kreimerman,  ingeniero y político
- Marcelo Lipatín, futbolista
- Mario Lubetkin, periodista, Ministro de Relaciones Exteriores (2025-)
- Benjamín Nahum, historiador y académico
- Freddy Nieuchowicz, alias Orlando Petinatti presentador de radio
- Teresa Porzecanski,  antropóloga y escritora
- Camila Rajchman, presentadora de televisión y cantante
- Andy Ram, jugador de tenis profesional
- Mauricio Rosencof, exguerrillero, dramaturgo, poeta y periodista
- Gabe Saporta, cantante, compositor y bajista
- Elián Stolarsky, artista visual
- Dora Szafir, abogada y jueza
- Valeria Tanco, periodista y presentadora
- Joe Vogel, político estadounidense nacido en Montevideo
- Natalie Yoffe, actriz, modelo y empresaria